# دم في البراز
في الطب، عند الإشارة إلى فضلات الإنسان، يمكن أن يشير وجود الدم في البراز إلى حالاتٍ عديدة:
- الغائط الأسود (Melena)، مع مظهر أكثر سوادًا، وتنشأ في الأجزاء العلوية من الجهاز الهضمي
- التغوط المُدَمَّى (Hematochezia)، مع لونٍ أكثر احمرارًا، والتي تنشأ في الأجزاء السفلية من الجهاز الهضمي

ولا يُستخدَم المصطلح عادةً لوصف الدم الخفي في البراز، والذي يشير إلى اكتشاف وجود الدم في البراز فقط بعد إجراء الفحوصات.
عند الرضع، يمكن استخدام اختبار آبت (Apt test)، على اسم العالم (ليونارد آبت)، للتمييز بين الهيموغلوبين الجنيني ودم الأم.

## قائمة بالأسباب التي تؤدي إلى ظهور الدم في البراز
تتضمن الأسباب الشائعة لوجود الدم في البراز ما يلي:
- سرطان القولون[1][2][3][4]
- داء كرون (Crohns disease)[5]
- التهاب القولون التقرحي[6]
- أنواعٌ أخرى من مرض التهاب الأمعاء أو متلازمة التهاب الأمعاء أو التقرحات
- بواسير (hemorrhoid) المستقيم أو الشرج أو الشقوق الشرجية خاصةً عند تمزقها أو تهيجها
- الإشريكية القولونية (E. coli) الناتجة عن تسمم الأطعمة[7]
- الالتهاب المِعَوِيّ القولونِيّ الناخِر
- داء الرتوج[8]
- داءُ السَّلْمونيلاَت[9]
- نزيف الجهاز الهضمي العلوي[10]
- القرحة الهضمية[11]
- الدوالي المريئية[12]
- سرطان المعدة[13]